# Reid Ridge
Reid Ridge är en bergstopp i Antarktis. Den ligger i Östantarktis. Nya Zeeland gör anspråk på området. Toppen på Reid Ridge är 1 700 meter över havet.
Terrängen runt Reid Ridge är kuperad österut, men västerut är den platt. Trakten är obefolkad. Det finns inga samhällen i närheten.